# Taenaris insularis
Taenaris insularis är en fjärilsart som beskrevs av Rothschild 1916. Taenaris insularis ingår i släktet Taenaris och familjen praktfjärilar. Inga underarter finns listade i Catalogue of Life.